# Праліси і квазіпраліси Дубівського лісництва
Праліси і квазіпраліси Дубівського лісництва — пралісова пам'ятка природи місцевого значення. Об'єкт розташований на території Тячівського району Закарпатської області, на території державного підприємства «Тячівське лісове дослідне господарство».
Площа — 100,5 га, статус отриманий у 2020 році.